# Saint Martin's
Saint Martin's är en ö i Storbritannien.   Den ligger i Scillyöarna och riksdelen England, i den södra delen av landet, 500 km väster om huvudstaden London. Arean är 2,5 kvadratkilometer.
Terrängen på Saint Martin's är platt. Öns högsta punkt är 40 meter över havet. Den sträcker sig 2,3 kilometer i nord-sydlig riktning, och 3,2 kilometer i öst-västlig riktning.